# I Am (Yo Gotti)
I Am è il settimo album del rapper statunitense Yo Gotti, pubblicato nel 2013.
Su Metacritic ottiene un punteggio pari a 64/100 basato su 5 recensioni. I Am vende 48 000 copie negli Stati Uniti nella prima settimana e altre 40 000 copie complessive nelle successive tre settimane, totalizzando oltre 212 000 copie vendute all'agosto 2015 nel mercato statunitense. Inoltre, il disco è candidato ai BET Hip Hop Awards 2014 come album dell'anno.
| Recensione | Giudizio |
| ---------- | -------- |
| AllMusic   | [ 1 ]    |
| HipHopDX   | [ 9 ]    |
| The Source | [ 2 ]    |
| RapReviews | [ 10 ]   |
| XXL        | [ 2 ]    |

## Tracce
1. I Am – 3:04 (testo: Mario Mims, Philipp Hurtt, Walter Sigler, Kazumi Tabarak – musica: Cool & Dre)
2. Don't Come Around (featuring Kendall Morgan) – 3:10 (testo: Mims, Kendall Morgan, Alexander Izquierdo – musica: Infamous, Alexander Izquierdo)
3. I Know (featuring Rich Homie Quan) – 4:19 (testo: Mims, Denzel Foster, Jay King, Dequantes Lamar, Thomas McElroy – musica: Trauma Tone, Rich Homie Quan)
4. Sorry – 3:16 (testo: Mims – musica: Greedy Money)
5. F-U (featuring Meek Mill) – 3:05 (testo: Mims, Robert Williams, Millie Jackson, Randy Klein – musica: Infamous)
6. Pride To the Side – 4:21 (testo: Mims, Robert Daniels, Matt Brox, Everett Orr – musica: The Youngstars)
7. Cold Blood (featuring J. Cole & Canei Finch) – 5:11 (testo: Mims, Jermaine Cole, Dale Warren, Canei Finch – musica: Canei Finch)
8. LeBron James – 3:13 (testo: Mims, Anthony Norris – musica: Lee On The Beats)
9. Die a Real Nigga – 4:29 (testo: Mims, Carlton Mays Jr. – musica: Honorable C.N.O.T.E.)
10. King Shit (featuring T.I.) – 3:31 (testo: Mims, Clifford Harris, Asha Bhosle, Mahenra Kakpoor – musica: David Versis, Arthur McArthur)
11. Respect That You Earn (featuring Ne-Yo & Wale) – 4:22 (testo: Mims, Olubowale Akintimehin, Shaffer Smith – musica: Jesse "Corparal" Wilson, Phatboiz, Kenton Dunson)
12. ION Want It – 3:17 (testo: Mims, Leland Wayne – musica: Metro Boomin)
13. Act Right (featuring Jeezy & YG) – 4:10 (testo: Mims, Keenon Jackson, Jay Jenkins, Paulo Ytienza Rodriguez, Osten Harvey Jr., Roger Troutman, Christopher Wallace, Sudan Williams – musica: P-Lo)

## Classifiche

### Classifiche settimanali
| Classifica (2013)         | Posizione massima |
| ------------------------- | ----------------- |
| Stati Uniti               | 7                 |
| US Digital Albums         | 4                 |
| US Tastemaker Albums      | 5                 |
| US Top Rap Albums         | 2                 |
| US Top R&B/Hip-Hop Albums | 2                 |

### Classifiche di fine anno
| Classifica (2014)         | Posizione massima |
| ------------------------- | ----------------- |
| US Top R&B/Hip-Hop Albums | 22                |